# Harmonie "Concordia", Melick
Harmonie "Concordia" uit het Limburgse Melick is in 1882 als fanfare opgericht en vierde in 2007 haar 125-jarig jubileum.

## Geschiedenis
Tussen 1984 en 1988 is de fanfare omgevormd tot harmonie. Dit gebeurde onder leiding van dirigent Harry Wolters jr. die de harmonie heeft geleid van 1967 tot 2007.
Harmonie Concordia streeft ernaar jaarlijks een aantal muzikale hoogtepunten te kunnen presenteren, een voorbeeld hiervan zijn de jaarlijkse nieuwjaarsconcerten in Roermond met de Koninklijke Harmonie Roermond en in het Duitse Oberbruch met Instrumentalverein Karken. Daarnaast wordt regelmatig deelgenomen aan toernooien en concoursen, zowel in Nederland als het buitenland.
In 2002 heeft Concordia deelgenomen aan het Certamen Internacional de Bandas de Musica Ciudad de Valencia alwaar zij in haar afdeling het hoogste puntenaantal wist te behalen.
In oktober 2007 nam de harmonie in het kader van het jubileumjaar met succes deel aan het bondsconcours van de Limburgse Bond voor Muziekgezelschappen. Hierbij werd het orkest bondskampioen in de eerste divisie (voorheen de Superieure Afdeling). Tijdens dit concours werden onder meer 'Fourth Symphony' van Alfred Reed en 'Yiddish Dances' vanAdam Gorb ten gehore gebracht. Het orkest werd tijdens dit concours gedirigeerd door dhr. Theo Wolters. Dhr. Wolters is sinds 1979 trompettist verbonden aan het Koninklijk Concertgebouw Orkest te Amsterdam. Daarnaast is hij gastdirigent van diverse internationale orkesten en is hij als vaste dirigent aangesteld bij het Staatsfilharmonisch orkest van Cluj (Roemenië).
Onder leiding van Theo Wolters werd door Concordia in februari 2008 de Nederlandse kampioenstitel in de eerste divisie veroverd in theater 'de Maaspoort' te Venlo. Concordia bracht hetzelfde programma ten gehore als bij het bondsconcours in oktober 2007 en versloeg hiermee tegenstander Koninklijke Harmonie Pieter Aafjes uit Culemborg. Later dat jaar nam Concordia voor het eerst deel aan het WMC te Kerkrade. In de Rodahal bracht Concordia 'Atmospheres' van John Golland en 'Fourth Symphony' van Alfred Reed ten gehore. Concordia eindigde daar onder leiding van Theo Wolters met lof op de vijfde plaats en als beste Nederlandse deelnemer in de eerste divisie.
De harmonie bestaat naast het grote orkest uit een jeugdharmonie die geldt als kweekvijver voor muzikaal talent, een drumband en de zogenaamde Concordiaband, een groep jeugdige muzikanten die een lichter repertoire ten gehore brengt.

## Dirigenten
- vanaf 2022 - Jean-Pierre Cnoops
- 2017 tot 2022 - Martijn Pepels
- 2007 tot 2017 - Theo Wolters
- 1967 tot 2007 - Harry Wolters jr.
- 1945 tot 1967 - Harry Wolters sr.
- 1920 tot 1940 - Willem Schulpen
- 1882 tot 1920 - L. Legèr, J. Schmitz en J. Boots